# Aeroporto de Jičín
O Aeroporto Jičín (em tcheco/checo:  Letiště Jičín) (ICAO: LKJC) é um aeródromo público com tráfego civil. Está situado a aproximadamente 1,8 quilômetros (1 mi)   sudoeste de Jičín, uma cidade na região de Hradec Králové da República Checa, na fronteira do Paraíso da Boêmia. O aeroporto é amplamente utilizado para vôos esportivos e vôos turísticos acima das rochas de Prachov, eventualmente nas montanhas gigantes.

## Regulamentos e restrições de tráfego local
O aeroporto foi projetado para uso em vôos VFR durante o dia e operação de salto de pára-quedas. O horário de funcionamento é das 8:00 às 15:00 UTC em SAT, SUN, HOL, de 15 de abril a 15 de outubro. As chegadas fora do horário de funcionamento são permitidas somente mediante acordo prévio com o operador do aeródromo (verifique a manutenção das áreas de movimento). As chegadas de aeronaves sem comunicação de rádio bidirecional são possíveis apenas mediante acordo prévio com o operador do aeródromo.

### Dados de operação
- Circuitos de tráfego: RWY 12 à direita/RWY 30 à esquerda
- Altitude dos circuitos de tráfego: 1900 pés/580m AMSL
- Frequência: 118.080 MHz (Jičín INFO)